# Eroschema poweri
Eroschema poweri là một loài bọ cánh cứng trong họ Cerambycidae.